# 卡蒂韋
卡蒂韋（西班牙語：Cativé），是巴拿馬的城鎮，位於該國中西部，由貝拉瓜斯省的索納區負責管轄，面積131.8平方公里，海拔高度250米，2010年人口822，人口密度每平方公里6.2人。